# Calyptrochaeta mollis
Calyptrochaeta mollis là một loài rêu trong họ Daltoniaceae. Loài này được Besch. Matteri mô tả khoa học đầu tiên năm 1998.